# 日本长趾鼬鳚
日本长趾鼬鳚（学名：Homostolus japonicus）为蛇鳚科长趾鼬鳚属的鱼类，俗名长丝鼬。分布于日本南部骏河湾到土佐冲水深约380米海区以及南海北部海南岛以东水深约465米海区等，主要生活于西北太平洋水深380-465米海区的底层鱼。该物种的模式产地在Heta。